# My Number One
«My Number One» — пісня грецької співачки Єлени Папарізу, стала переможною на 50-му Пісенному конкурсі Євробачення 2005 року. Пісню написали Христос Дантіс і Наталія Герману. При записі пісні використані традиційні грецькі інструменти, зокрема ліра.

## Слова
My number one (Євробачення 2005)
You're my lover

Undercover

You're my sacred passion and I have no other

You're delicious

So capricious

If I find out you don't want me, I'll be vicious

Say you love me

And you'll have me

In your arms forever and I won't forget it

Say you miss me

Come and kiss me

Take me up to heaven and you won't regret it

You are the one

You're my number one

The only treasure I'll ever have

You are the one

You're my number one

Anything for you 'cause you're the one I love

You're my lover

Undercover

You're my sacred passion and I have no other

You're a fire

And desire

When I kiss your lips, you know, you take me higher

You're addiction

My conviction

You're my passion, my relief, my crucifixion

Never leave me

And believe me

You will be the sun into my raining season

Never leave me

And believe me

In my empty life you'll be the only reason

You are the one

You're my number one

The only treasure I'll ever have

You are the one

You're my number one

Anything for you 'cause you're the one I love

You're my lover

Undercover

You're my sacred passion and I have no other

You are the one

You're my number one

The only treasure I'll ever have

You are the one

You're my number one

Anything for you 'cause you're the one I love

You're my lover

Undercover

You're my sacred passion and I have no other

## Напередодні Євробачення
В першому турі національного відбору Грецька корпорація телерадіомовленняНа цьому етапі перемогла Єлена Папарізу. У другому турі відбору брали участь 4 спеціально написані для конкурсу пісні. Голосувати мали право як телеглядачі, так і професійні журі. За пісню «My Number One» телеголосування віддало 60%, а журі — 40%; у підсумку пісня набрала 66.47% і таким чином здобула перемогу. Музичне відео відзняли наступного ж дня в Науковому центрі і музеї технологій міста Салоніки.
| № | Пісня                   | Композитор і поет                | % голосів        | Місце |
| - | ----------------------- | -------------------------------- | ---------------- | ----- |
| 1 | «My Number One»         | Христос Дантіс & Наталія Герману | 66.47%           | 1     |
| 2 | «OK»                    | Христодулос Сіганос & Валентіно  | 24.55%           | 2     |
| 3 | «Let's Get Wild»        | Дуглас Карр                      | 8.98%            | 3     |
| 3 | «The Light in Our Soul» | Костас Бігаліс                   | дискваліфікована | —     |

В ході промо-туру Єлена вперше використала ім'я Helena, зваживши на його розповсюдженість у багатьох європейських мовах. З того часу у міжнародних релізах її альбомів також використовується ім'я Helena, хоча сама співачка наголошує, що її ім'я грецькою насправді вимовляється Е́лена. Варто відзначити, що міністерство культури і туризму на чолі із Дімітрісом Аврамопулосом інвестувало у європейський промо-тур Папарізу 500 тисяч євро заради популяризації іміджу самої Греції.

## Євробачення 2005
Цього разу у Києві Єлена Папарізу стала переможницею Євробачення 2005 із піснею «My Number One», набравши 230 балів. Греція відзначала свою першу перемогу на Євробаченні масовими святкуваннями на вулицях найбільших міст країни, в тому числі Афін. Єлену офіційно привітали міністр держави Теодорос Руссопулос та прем'єр-міністр Греції Костас Караманліс на офіційному прийомі у Мегаро Максіму.
Пісня «My Number One» встановила на конкурсі 2 рекорди:
- набрала найбільшу кількістю дванадцяток від країн, що мали право голосувати — 10. Рекорд був побитий тільки 2009 року, коли пісня «Fairytale» Олександра Рибака набрала 16 дванадцяток.
- пісня набрала тільки 6.05 балів від журі — найнижчий результат для пісні-переможниці Євробачення.

## Список композицій
| - Міжнародне видання 1. «My Number One»-2:58 2. «I Don't Want You Here Anymore»-4:09 - Німецьке видання 1. «My Number One»-2:58 2. «I Don't Want You Here Anymore»-4:09 3. «O.K.»-2:58 4. «My Number One» (Music video) - Шведське видання 1. «My Number One»-2:58 2. «My Number One» (Instrumental)-2:58 | - Видання в США 1. «Josh Harris Radio Mix»-3:38 2. «Norty Cotto's My Radio Lover Mix»-3:29 3. «Original Radio»-2:55 4. «Georgie's #1 Radio Anthem Mix»-3:18 5. «Mike Cruz Radio Mix»-4:03 6. „Chris «The Greek» Panaghi Radio Mix“-3:35 7. «Valentino's Radio Epic Mix»-3:02 8. «Josh Harris Vocal Club Mix»-6:53 9. «Norty Cotto's My Clubber Lover Mix»-6:57 10. «Georgie's #1 Anthem Mix»-7:00 11. «Mike Cruz Vox Mix»-9:44 |

## Виконання
- Виступ Єлени Папарізу на Євробаченні 2005, Київ [Архівовано 27 лютого 2015 у Wayback Machine.] на YouTube
- Виступ Єлени Папарізу на телешоу, присвяченому 50-річному ювілею конкурсу пісні Євробачення, 2005 рік, Копенгаген [Архівовано 3 квітня 2016 у Wayback Machine.] на YouTube
- Виступ Єлени Папарізу на Євробаченні 2006, Афіни [Архівовано 29 грудня 2015 у Wayback Machine.] на YouTube
- Виступ Єлени Папарізу у Стокгольмі, 2013 рік [Архівовано 26 березня 2016 у Wayback Machine.] на YouTube
- Виступ Єлени Папарізу у Салоніках, 2013 рік на YouTube

## Історія видання
| Країна     | Дата            | Лейбл         | Формат                                |
| ---------- | --------------- | ------------- | ------------------------------------- |
| Греція     | 24 березня 2005 | Sony BMG      |                                       |
| Швеція     | 4 травня 2005   | Bonnier Amigo | CD-сингл, завантаження через Інтернет |
| Фінляндія  | 4 травня 2005   | Bonnier Amigo | CD-сингл, завантаження через Інтернет |
| Данія      | 30 травня 2005  | Bonnier Amigo | CD-сингл, завантаження через Інтернет |
| Норвегія   | 30 травня 2005  | Bonnier Amigo | CD-сингл, завантаження через Інтернет |
| Німеччина  | 30 травня 2005  | Sony BMG      | CD-сингл, завантаження через Інтернет |
| Австрія    | 30 травня 2005  | Sony BMG      | CD-сингл, завантаження через Інтернет |
| Нідерланди | 6 червня 2005   | Sony BMG      | CD-сингл                              |
| Бельгія    | 6 червня 2005   | Sony BMG      | CD-сингл                              |
| Португалія | 7 червня 2005   | Sony BMG      | CD-сингл                              |
| Італія     | 1 липня 2005    | Sony BMG      | CD-сингл, завантаження через Інтернет |
| США        | 4 червня 2006   | Moda          | завантаження через Інтернет           |
| США        | 22 серпня 2006  | Moda          | CD-сингл                              |

## Позиції в чартах
| Чарт                                 | Пікова позиція |
| ------------------------------------ | -------------- |
| Greek Singles Chart                  | 1              |
| Sweden Singles Chart                 | 1              |
| Romanian Airplay Chart               | 4              |
| Hungarian Singles Chart              | 9              |
| Belgian Singles Chart                | 10             |
| Swiss Singles Chart                  | 15             |
| Eurochart Hot 100 Singles            | 17             |
| Danish Singles Chart                 | 19             |
| Russian Airplay Chart                | 19             |
| Dutch Singles Chart                  | 24             |
| Estonian Airplay Chart               | 27             |
| German Singles Chart                 | 37             |
| Austrian Singles Chart               | 44             |
| Чарт (2006)                          | Пікова позиція |
| US Billboard Hot Dance Club Play     | 8              |
| US Billboard Hot Dance Singles Sales | 25             |